# ジーン・レオン・ジェローム・フェリス
ジーン・レオン・ジェローム・フェリス（Jean Leon Gerome Ferris、1863年8月8日 - 1930年3月18日）はアメリカ合衆国の画家である。78点のアメリカ合衆国の歴史的出来事を描いた絵画のシリーズ「国家のページェント(The Pageant of a Nation)」を描いたことで知られている。

## 略歴
フィラデルフィアで生まれた。父親のスティーブン・ジェームズ・フェリス(Stephen James Ferris)は肖像画家で、フランスの歴史画家、ジャン＝レオン・ジェロームやイタリア人画家、マリアノ・フォルトゥーニに強く憧れていたので、息子にジャン＝レオン・ジェロームからとった名前をつけた。叔父に、有名な画家の兄弟、エドワード・モランとトーマス・モランがいる。
父親やエドワード・モランから絵を学んだ後、1879年からペンシルベニア美術アカデミーで学び、1883年の初めにはフランスに渡り私立の美術学校、アカデミー・ジュリアンでウィリアム・アドルフ・ブグローに学び、パリではジャン＝レオン・ジェロームとも会い、「画家として大切なことは自分のよく知っていることを描くことだ」と語るようになり、アメリカの歴史を描いていく決意をしたとされる。
始め、当時流行し、師のブグローやジェロームも描いていた「オリエンタリズム」の作品を描いた。展覧会に出展するようになり1895年までには歴史画で評価を得るようになった。アメリカの歴史を描く絵画のシリーズを描きはじめ、1898年にアメリカ独立戦争の時のイギリス軍の総司令官ウィリアム・ハウを題材にした作品を描いた。最初の作品は収集家に売ったが、シリーズの作品がばらばらになることを好まず、原画は売らないで、いろいろな美術出版社にその複製権を売るというスタイルで、制作を行った。このことが、それぞれの出版社が絵葉書やカレンダー、広告用のトレーディングカードなどとして出版し、フェリスの歴史画が一般の人々の人気を得ることにもなり、複製画は1980年代まで、販売されていた。後年、原画はフェリス家で管理され、スミソニアン協会などに貸し出され、多くの場所で展示された。
1930年にフィラデルフィアで没した。

## 作品

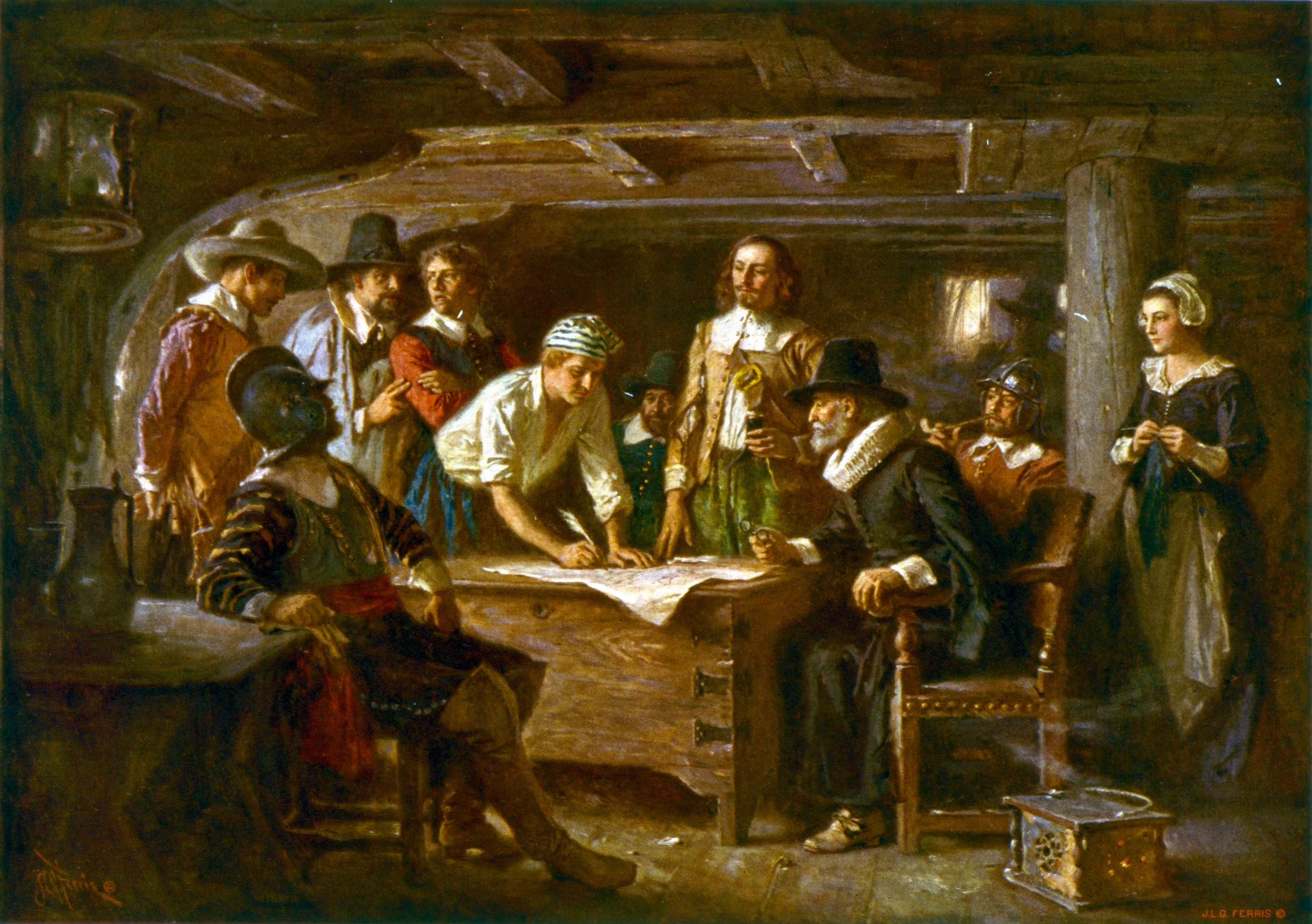
1620年のメイフラワー号の盟約
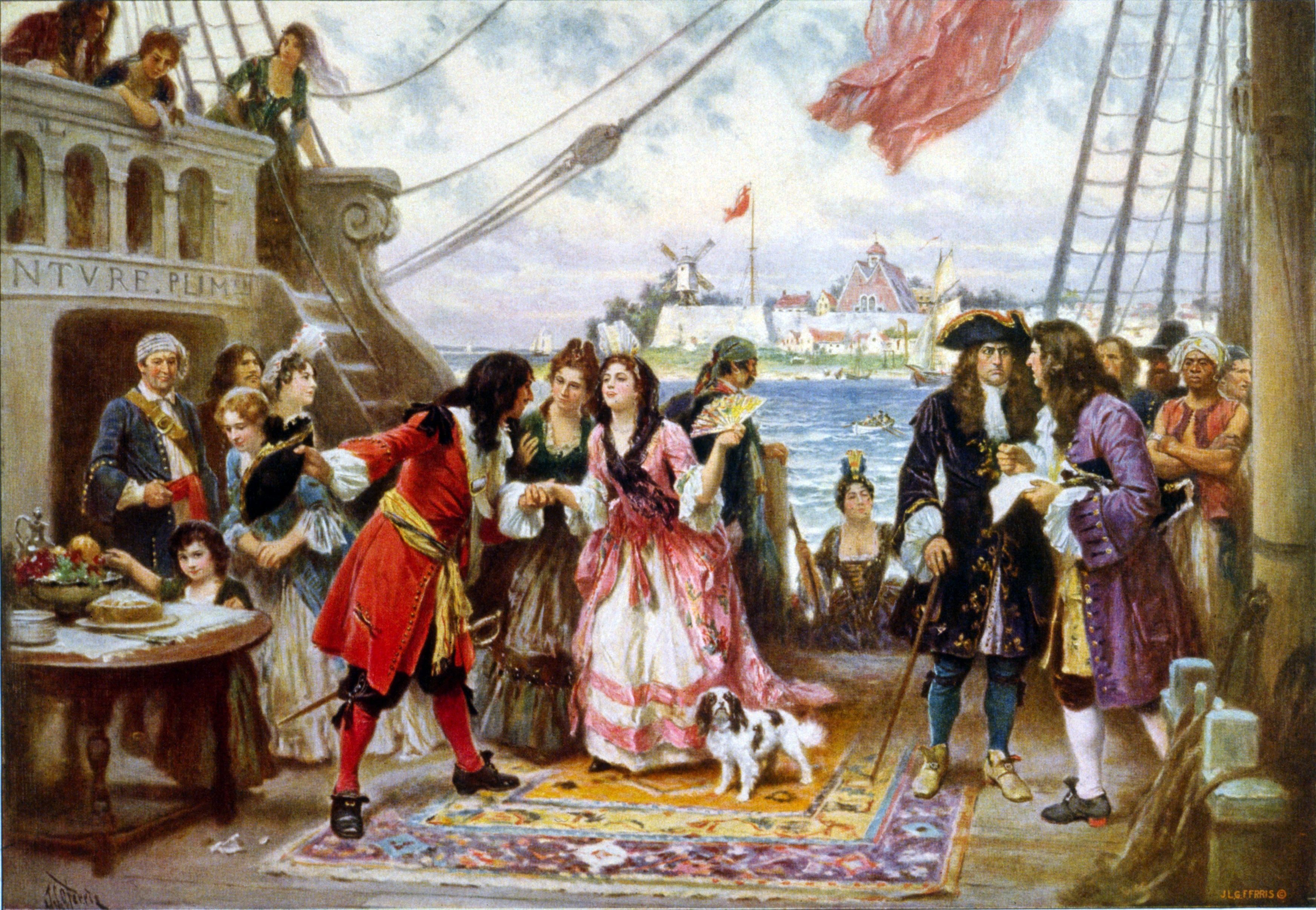
私掠船の船長ウィリアム・キッド
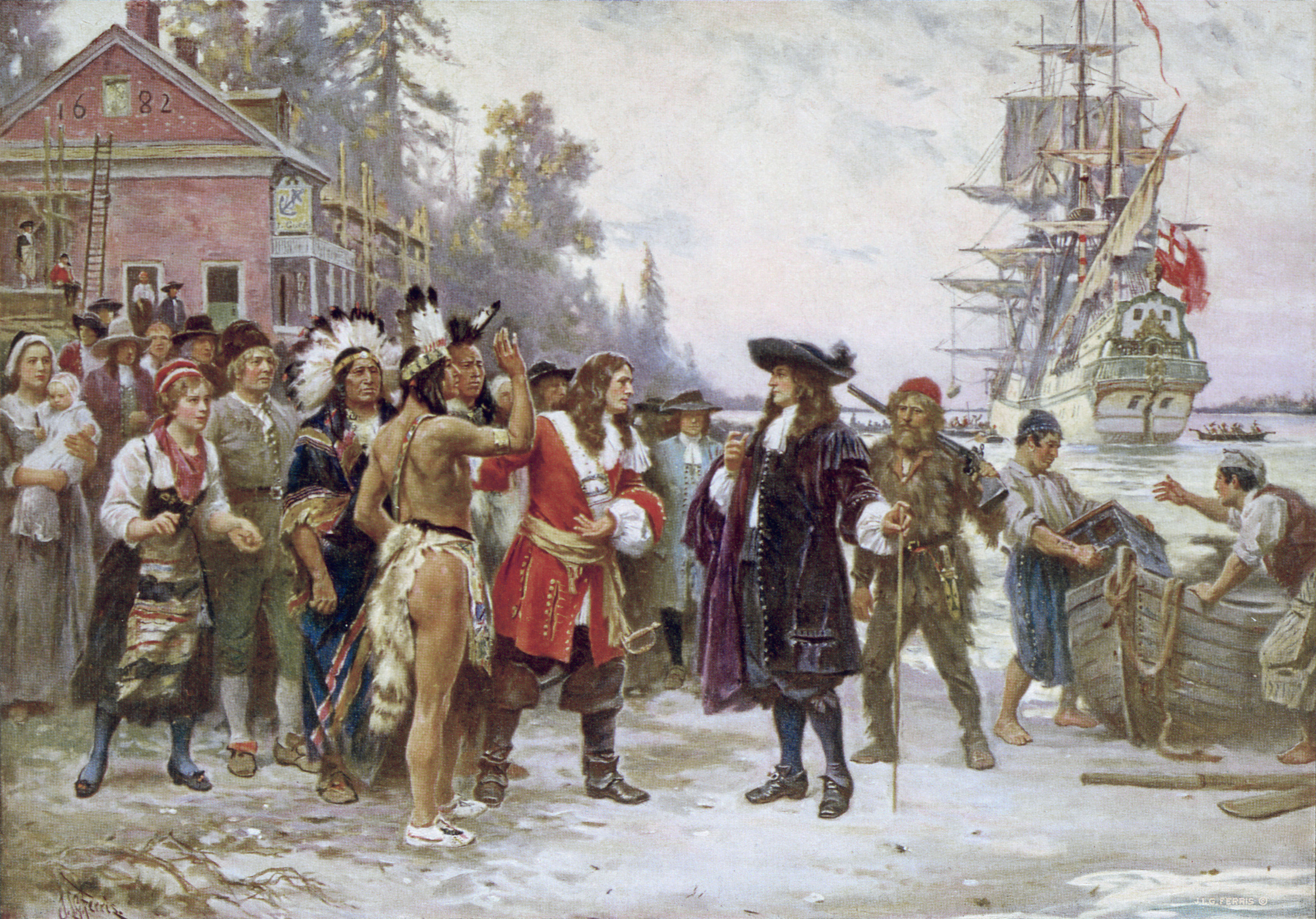
ウィリアム・ペンのアメリカ上陸
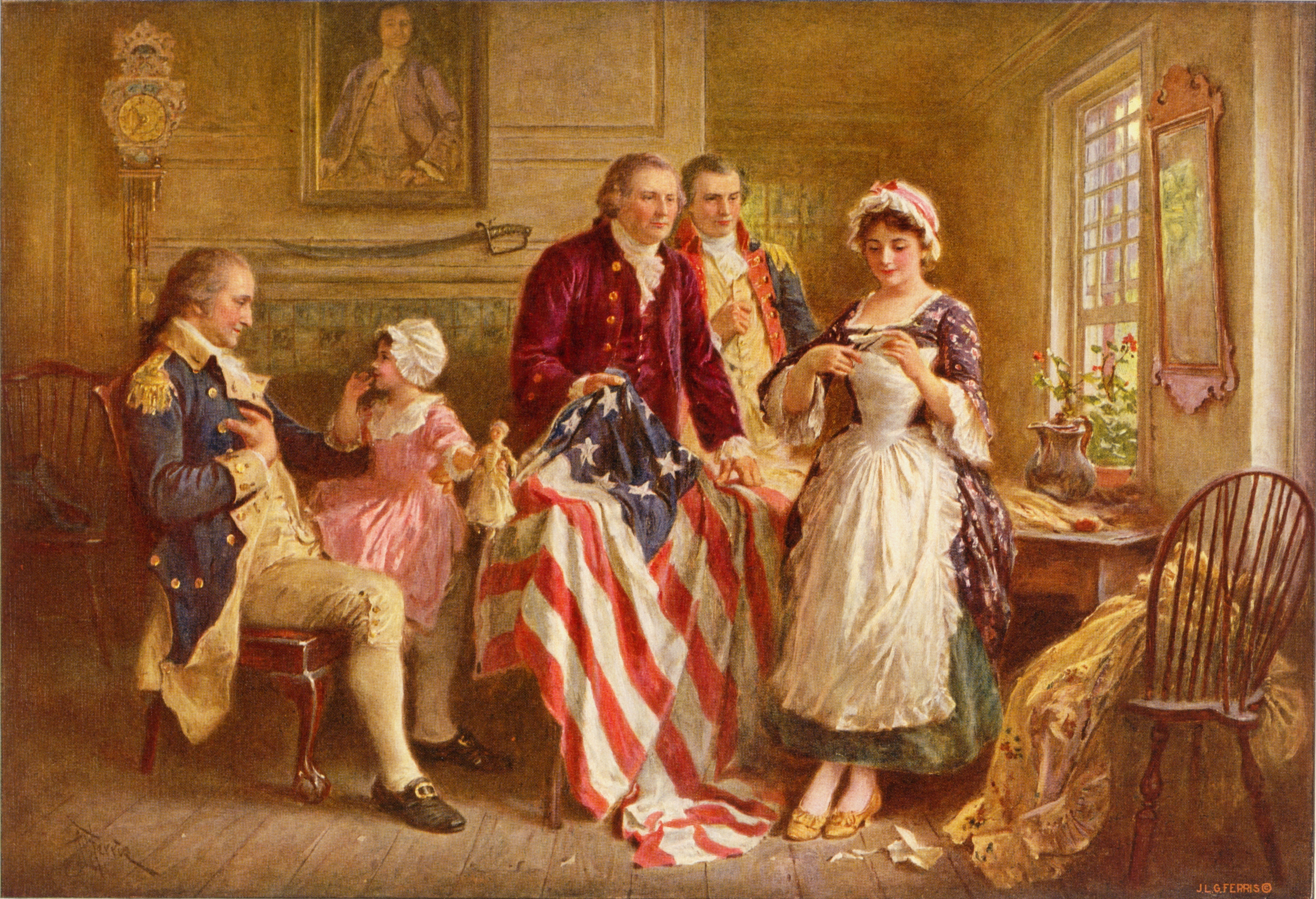
星条旗を作ったベッツィー・ロス
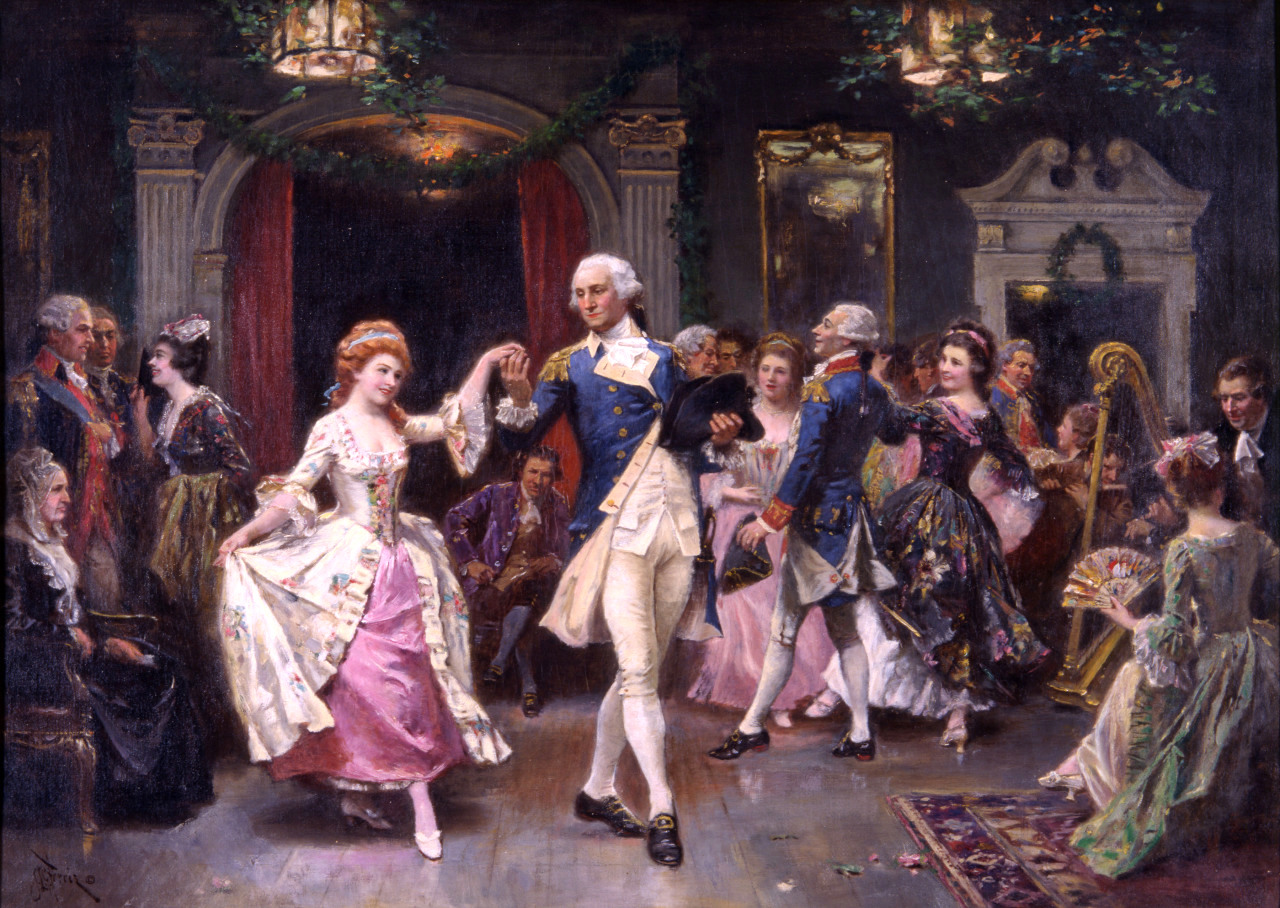
1781年の独立戦争勝利の舞踏会
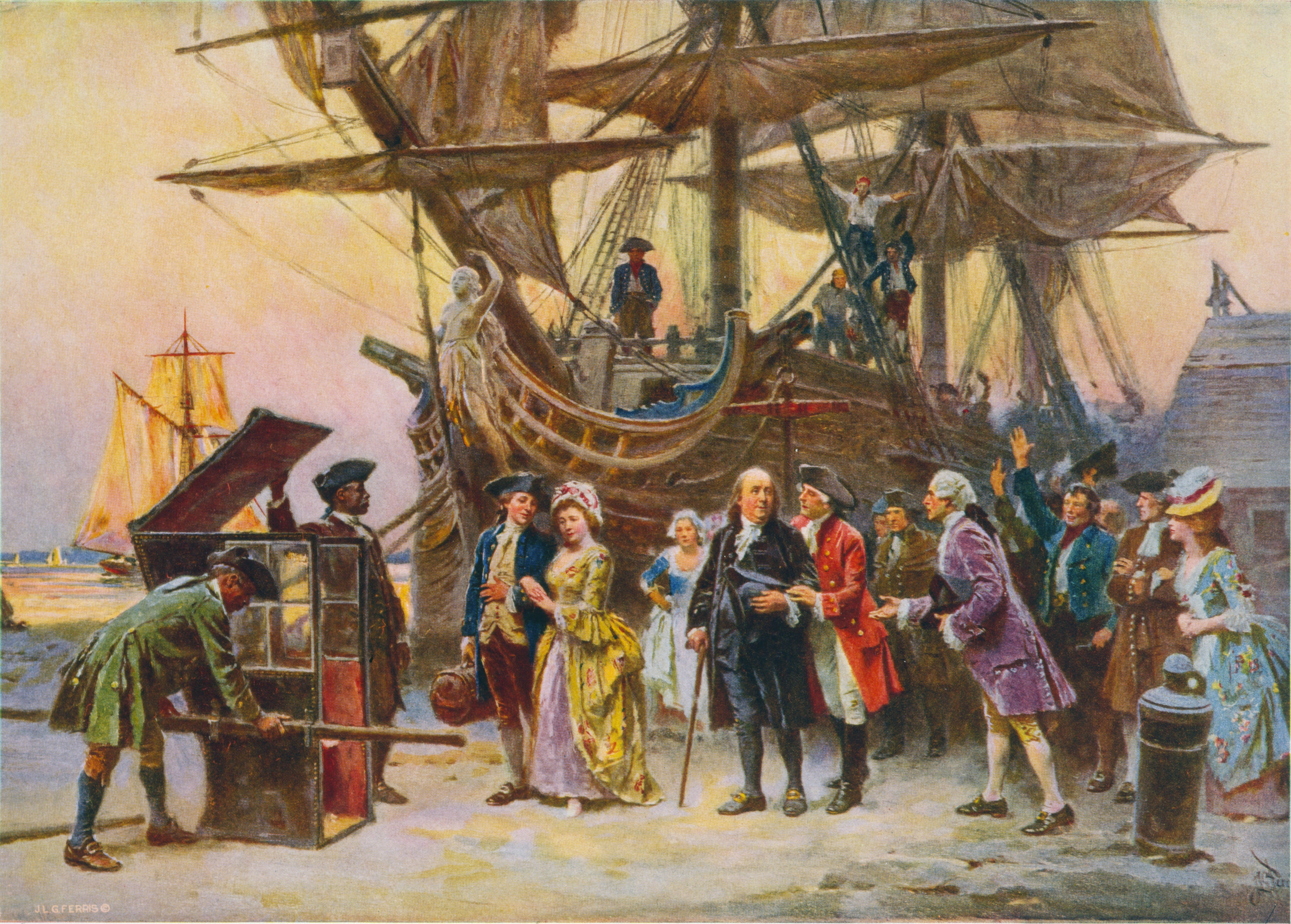
1785年のベンジャミン・フランクリンのフィラデルフィア帰還
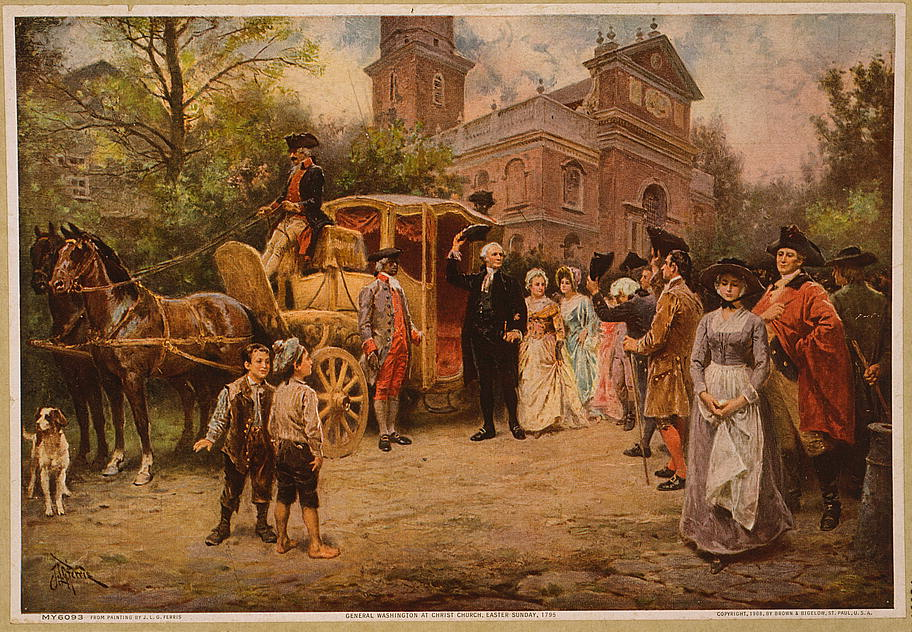
1795年のクリスマスのワシントン
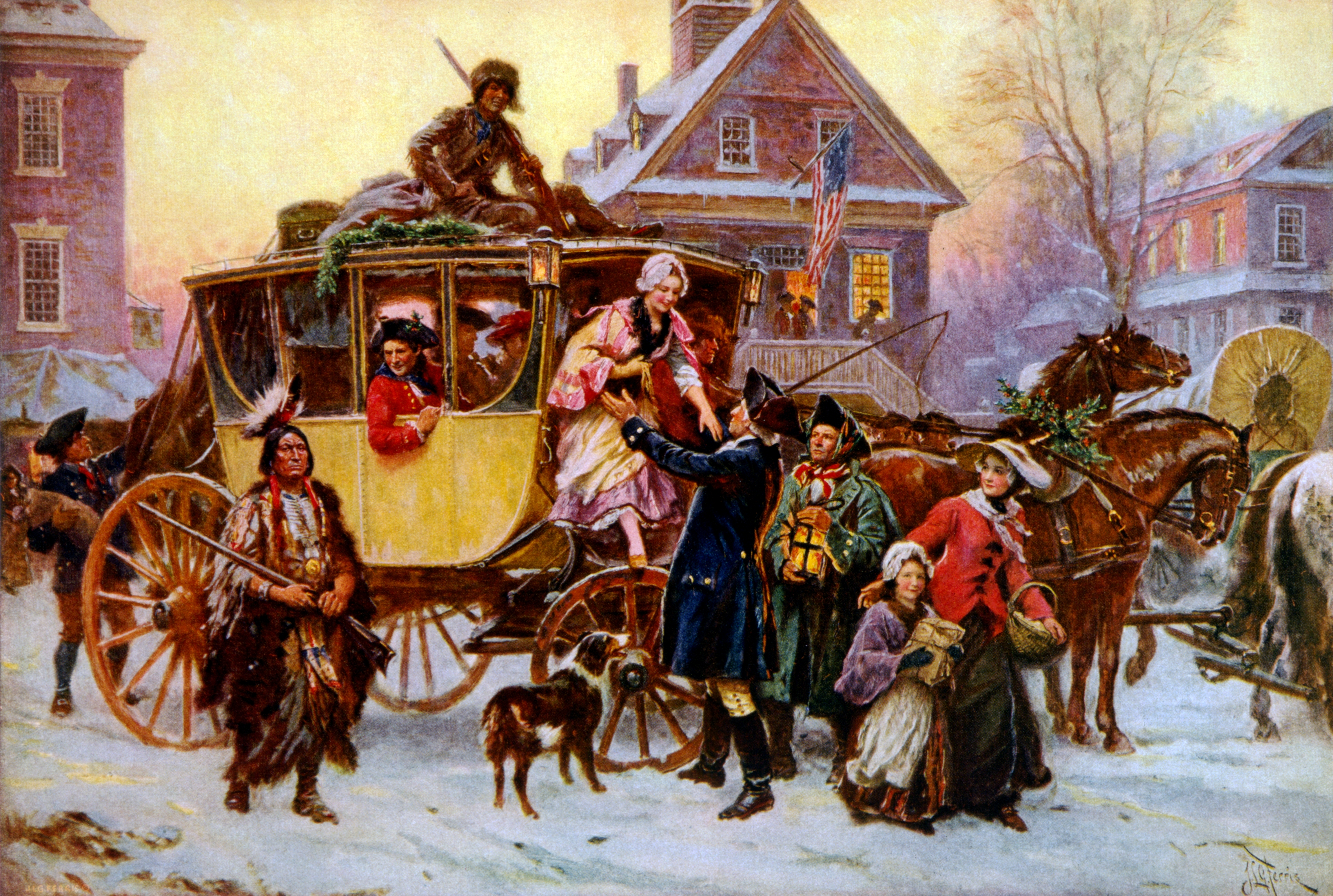
1795年のクリスマス馬車